# Сад Аллертона

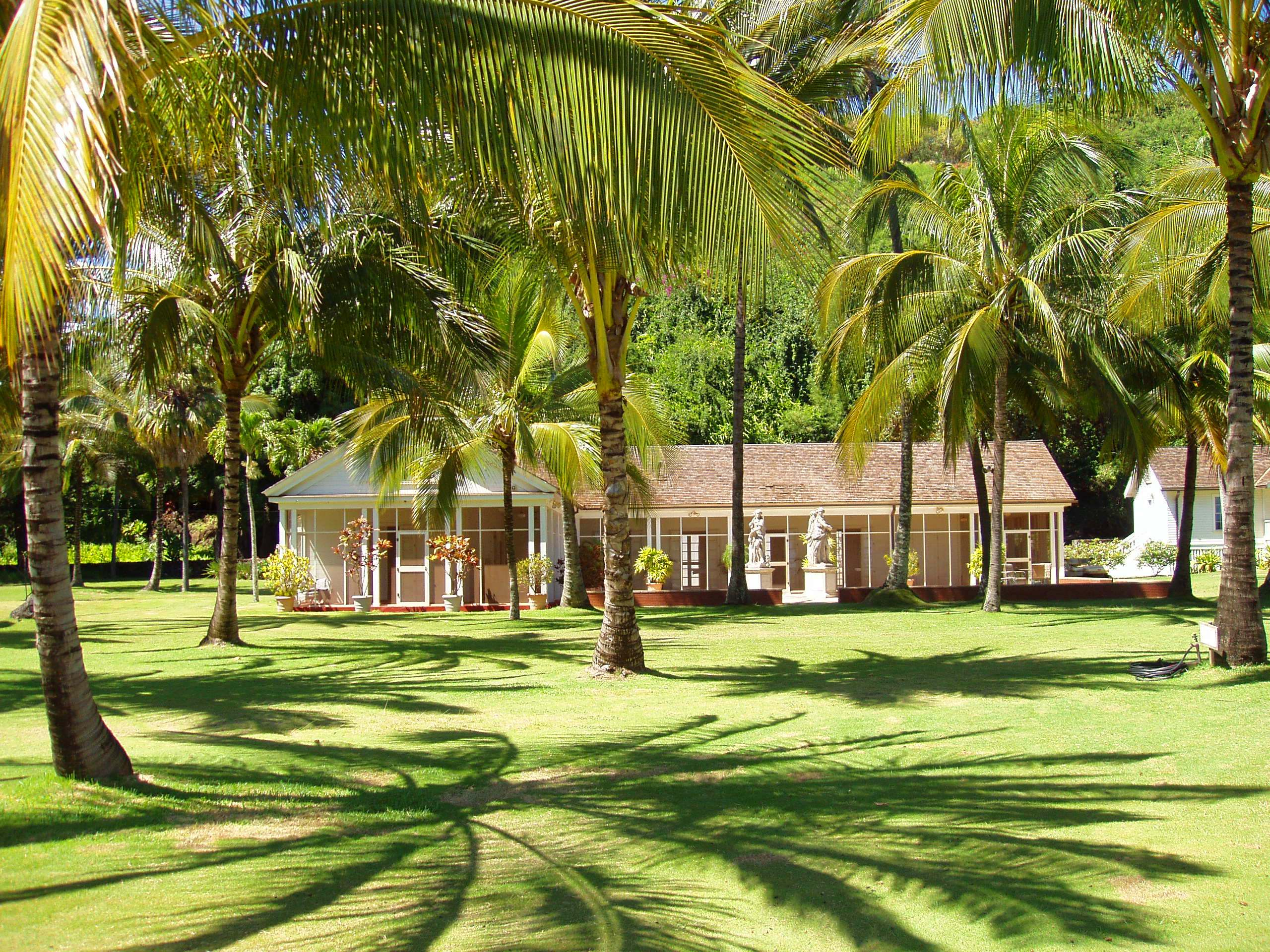
Дом Аллертона

Сад Аллертона, также известный как Lāwai-kai, это ботанический сад, первоначально созданный Робертом Аллертоном и Джоном Греггом Аллертоном, расположен на южном берегу Кауаи, Гавайи. Сад занимает площадь в 80 акров (320 000 м2) и расположен рядом с заливом Лаваи, в долине, пересеченной потоком Лава’и. Один из пяти садов некоммерческого Национального Тропического Ботанического Сада.

## История сада
Королева Эмма из Гавайев прожила над этой долиной короткий промежуток времени, а скромный дом, который, возможно, был ее резиденцией, впоследствии был перенесен на пол долины и отремонтирован. Вся долина, включая то, что сейчас находится в соседнем саду Мак-Брайда, была куплена семьей МакБрайд в конце 19-го века для плантации сахарного тростника.
Роберт Аллертон, у которого была страсть к дизайну сада, скульптуре и ландшафтной архитектуре, уже выразил это в поместье «Фермы» и садах скульптур в штате Иллинойс (ныне парк Роберта Аллертона). Его приемный сын Джон Грегг Аллертон изучал архитектуру в Университете штата Иллинойс в 1920-х годах. В 1938 году они прибыли на Гавайи и приобрели относительно небольшую часть плантации королевы Эммы для проживания и садов. Они быстро приступили к разработке ландшафтного генерального плана и отдельных садов, включая гавайские и новые растения, которые они приобрели из тропической Азии и других островов Тихого океана, построили ландшафтные элементы и скульптуры из «Ферм».

## Тропический Ботанический Сад
Аллертон позже присоединится к группе людей и организаций, которые настаивали на создании тропического ботанического сада на почве США. За последний год до его смерти Аллертон смог засвидетельствовать предоставленную хартию и создание Тихоокеанского тропического ботанического сада (ныне Национальный Тропический Ботанический Сад). Джон Грегг Аллертон поддерживал сад до своей смерти в 1986 году и оставил его в доверительном управлении. В начале 1990-х годов руководство приняло Национальный тропический ботанический сад, а этот сад был назван в честь его отцов-основателей.

## Садовый туризм
Сад Аллертон включает в себя садовые комнаты, бассейны, миниатюрные водопады, фонтаны и статуи. Он открыт для посетителей.. За вход взимается плата.

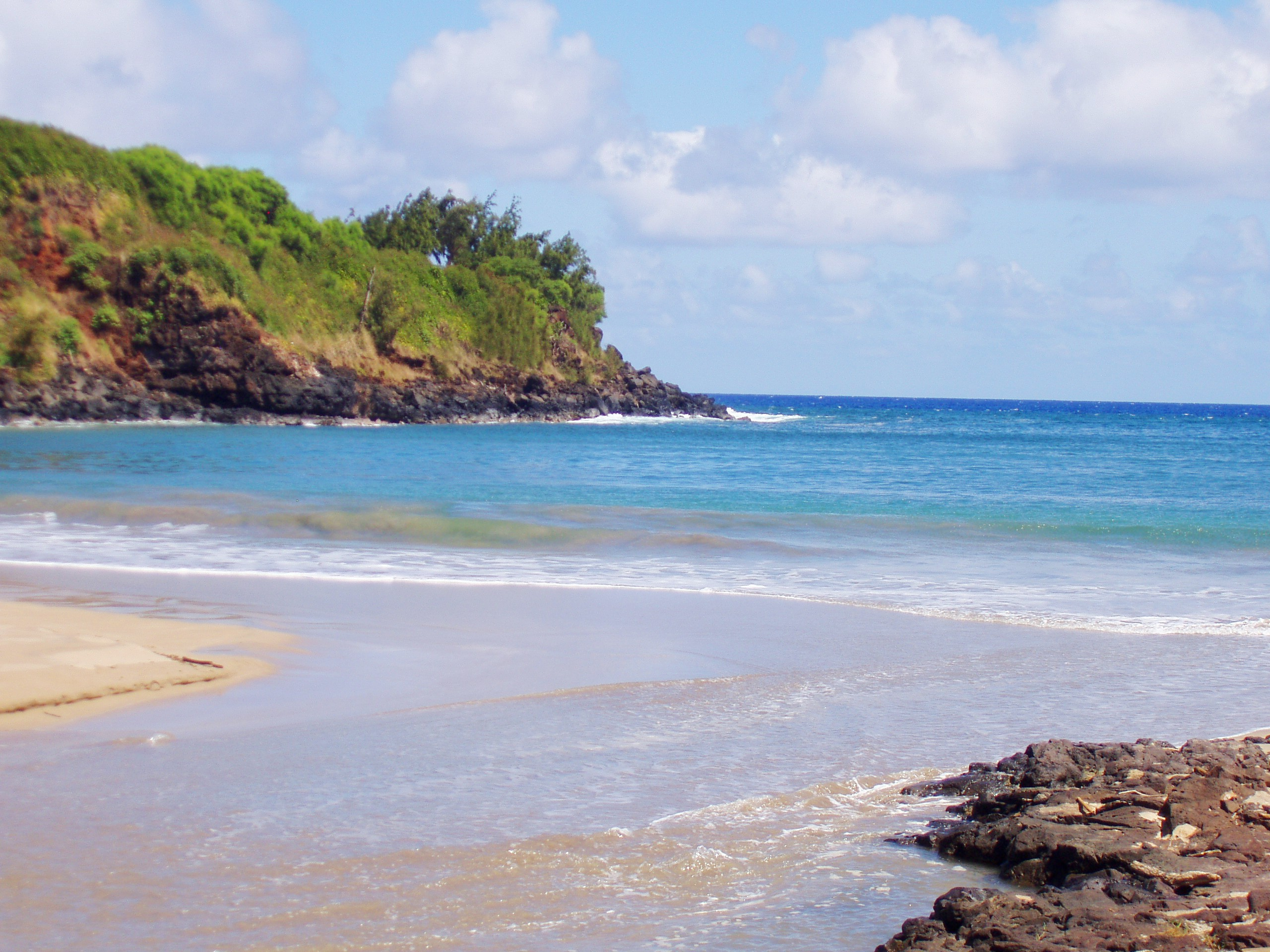
Залив Lāwaʻi
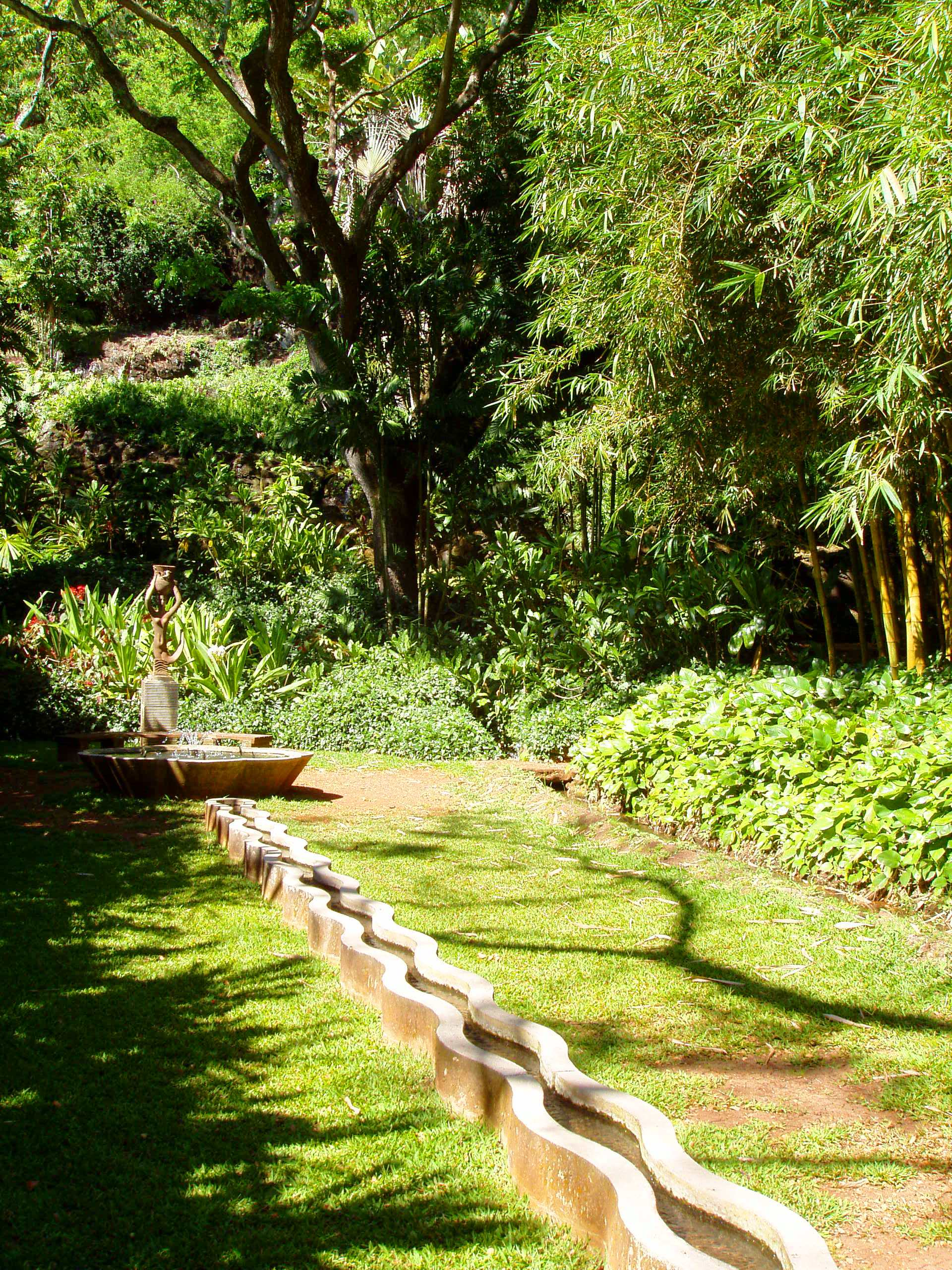
Фонтан Русалочки
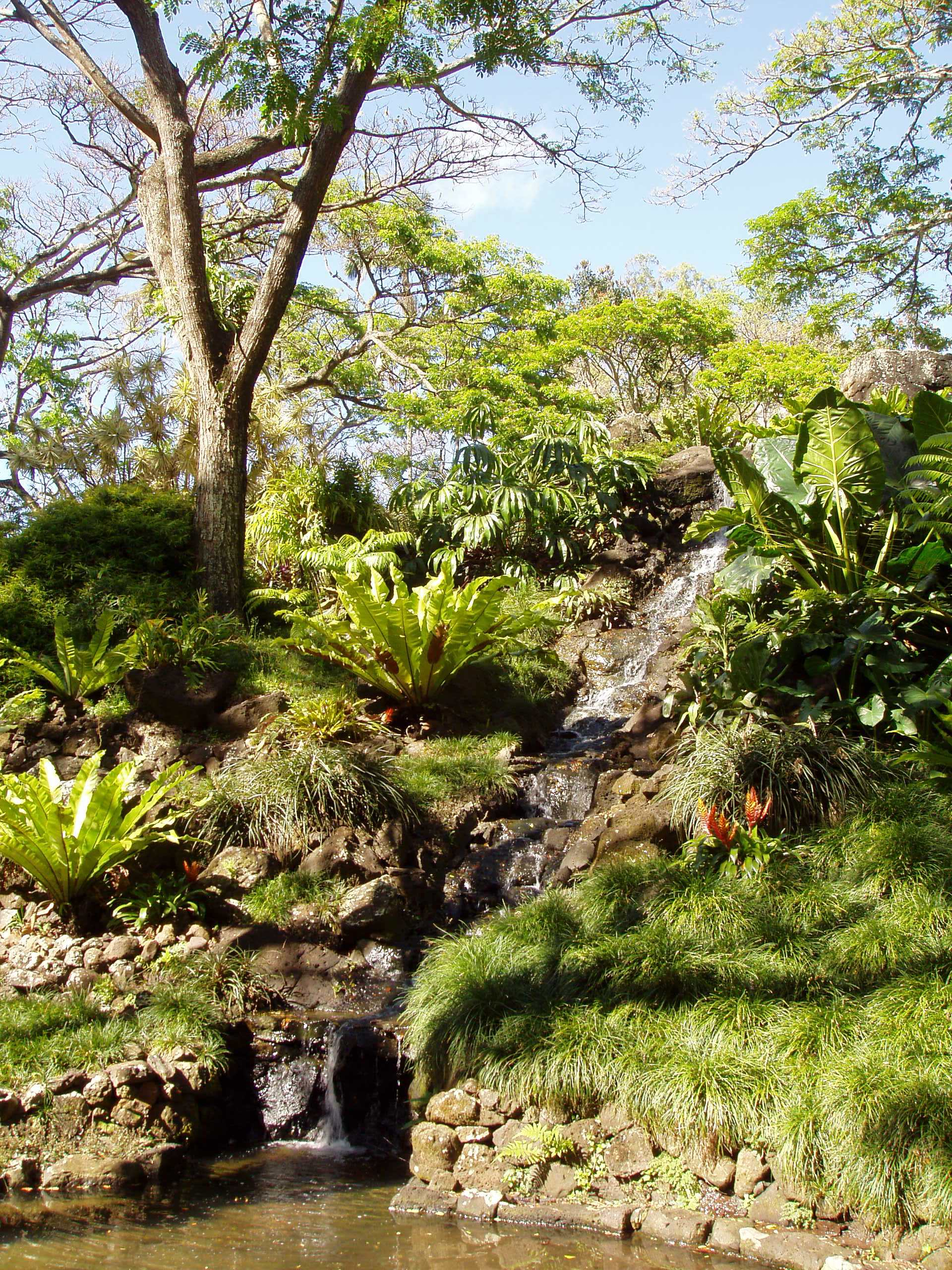
Водопад Дианы (ниже Фонтан Дианы)
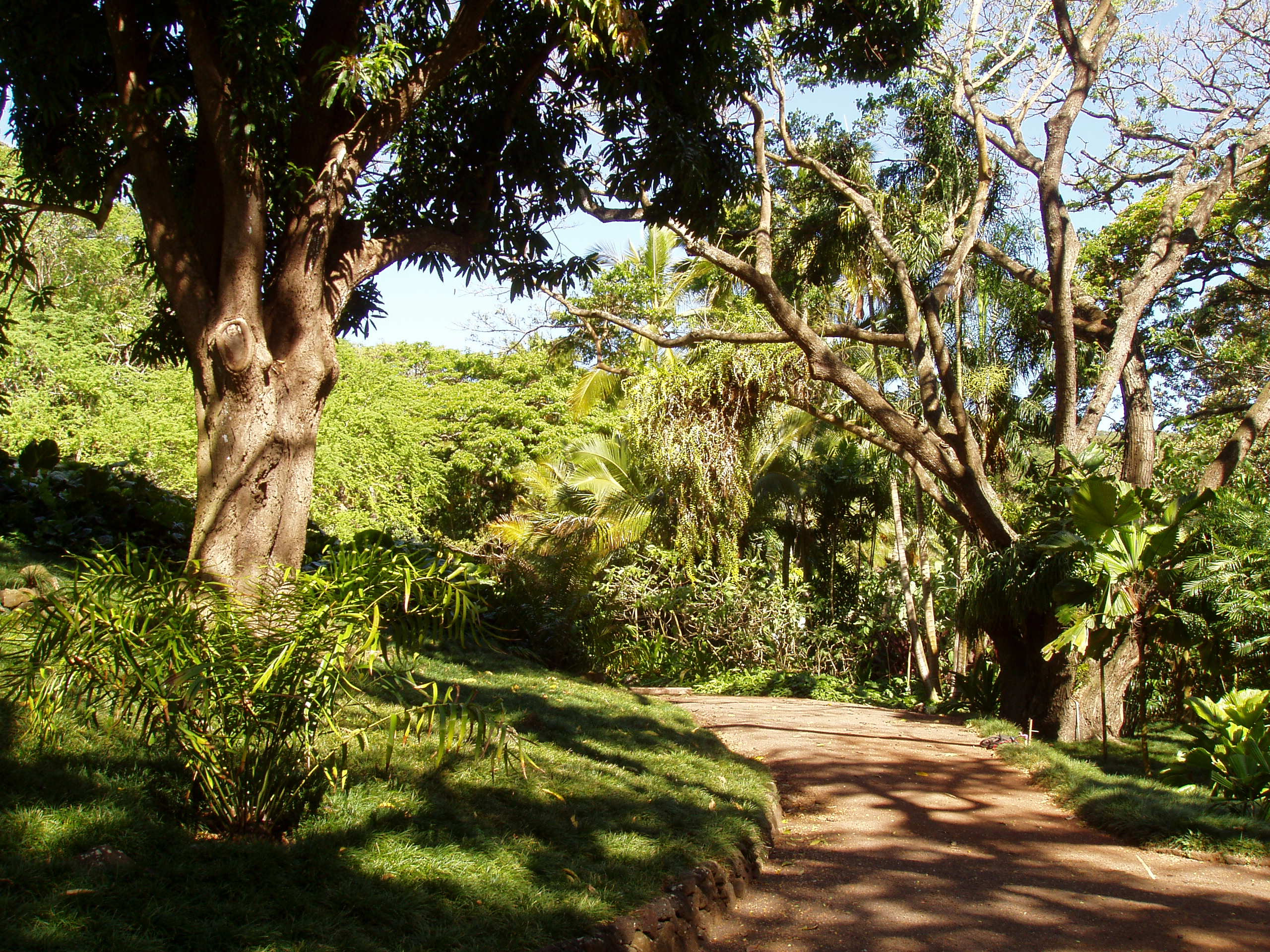
Садовая прогулка

## Фильмы и ТВ
Эта живописная обстановка использовалась в ряде фильмов и телешоу, включая Юг Тихого океана, Риф Донована, Парк юрского периода, Пираты Карибского моря, Старски и Хатч и Частный детектив Магнум.